# Florida Army National Guard
La Florida Army National Guard è una componente della Riserva militare della Florida National Guard, inquadrata sotto la U.S. National Guard. Il suo quartier generale è situato presso la città di St. Augustine.

## Organizzazione
Dal 2024, sono attivi i seguenti reparti :

### Joint Forces Headquarters
- JFHQ, Army Element
- Medical Detachment
- Recruiting & Retention Battalion

### 53rd Infantry Brigade Combat Team
- Headquarters & Headquarters Company - Tampa
- 1st Battalion, 124th Infantry Regiment
  -  Headquarters & Headquarters Company - Miramar
  -  Company A - Fort Pierce
  -  Company B (-) - Cocoa
    - Detachment 1 - Miramar

  -  Company C - Miramar
  -  Company D (Weapons) - West Palm Beach
- 2nd Battalion, 124th Infantry Regiment
  -  Headquarters & Headquarters Company - Orlando
  -  Company A - Leesburg
  -  Company B - Sanford
  -  Company C - Ocala
  -  Company D (Weapons) - Eustis
- 1st Battalion, 167th Infantry Regiment - Alabama Army National Guard
- 1st Squadron, 153rd Cavalry Regiment
  -  Headquarters & Headquarters Troop - Panama City
  -  Troop  A (Mounted) - Bonifay
  -  Troop  B (Mounted) - Pensacola
  -  Troop  C (Dismounted) - Tallahassee
- 2nd Battalion, 116th Field Artillery Regiment
  -  Headquarters & Headquarters Battery (-) - Lakeland
    - Detachment 1 - Tampa

  -  Battery A - Dade City
  -  Battery B - Winter Haven
  -  Battery C -Ocala
- 753rd Brigade Engineer Battalion
  -  Headquarters & Headquarters Company - Tallahassee
  -  Company A (Engineer) - Lake City
  -  Company B (Engineer) - Quincy
  -  Company C (Signal Network Support) - Tampa
  -  Company D (Military Intelligence) - Tampa
    - Detachment 1 (TUAS) - Camp Blanding
- 53rd Brigade Support Battalion
  -  Headquarters & Headquarters Company  - Tampa
  -  Company A - Tampa
  -  Company B - Tampa
  -  Company C - Tampa
  -  Company D (Forward Support) (aggregata al 1st Squadron, 153rd Cavalry Regiment) - Chipley
  -  Company E (Forward Support) (aggregata al 753rd Brigade Engineer Battalion) - Quincy
  -  Company F (Forward Support) (aggregata al 1st Battalion, 124th Infantry Regiment) - Bartow
  -  Company G (Forward Support) (aggregata al 2nd Battalion, 116th Field Artillery Regiment) - Miramar
  -  Company H (Forward Support) (aggregata al 2nd Battalion, 124th Infantry Regiment) - Haines City
  - Company I - Alabama Army National Guard

### Camp Blanding Joint Training Center
- Headquarters & Headquarters Company

### 50th Regional Support Group
- Headquarters & Headquarters Company - Homestead ARB
- 927th Combat Sustainment Support Battalion
  -  Headquarters & Headquarters Company - Starke
  -  356th Quartermaster Company - Fort Lauderdale
  -  856th Quartermaster Support Company - Arcadia
  -  144th Transportation Company (-) (Light-Medium Truck Cargo) - Marianna
    - Detachment 1 - West Palm Beach

  -  138th Transportation Company (Light-Medium Truck Cargo) - Miramar
  -  160th Transportation Company (Medium Truck Cargo) - Crystal River
  -  631st Ordnance Company - Starke
  - 914th Quartermaster Platoon (Feed Feeding) - Miramar
  - 907th Quartermaster Platoon (Feed Feeding) - Jacksonville
- 153rd Financial Management Support Battalion
  - Headquarters & Headquarters Detachment - St. Augustine
  - 1153rd Financial Detachment - St.Augustine
  - 2153rd Financial Detachment - Miami
  - 3153rd Financial Detachment - St.Augustine
- 254th Transportation Battalion
  -  Headquarters & Headquarters Company - West Palm Beach
  -  1218th Transportation Company (Medium Truck Cargo) - West Palm Beach
- 146th Expeditionary Signal Battalion
  -  Headquarters & Headquarters Company - Jacksonville
  -  Company A - Gainesville
  -  Company B - Pensacola
  -  Company C - Jacksonville
- 260th Military Intelligence Battalion (Linguist)
  -  Headquarters & Headquarters Company - Miami
  -  Company A - Miami
  -  Company B (-) - Pinellas Park
    - Detachment 1 - Jacksonville

  - Company C, Illinois Army National Guard

### 83rd Troop Command
- Headquarters and Headquarters Company - Tallahassee
- 44th Civil Support Team - Camp Blanding
- 48th Civil Support Team - Clearwater
- 107th Public Affairs Detachment - Camp Blanding
- 13th Army Band - North Miami
- 868th Engineer Company (Horizontal Construction) - Live Oak
- 870th Engineer Company (Sapper) - Crest View
- 269th Engineer Detachment (Well Drilling) - Live Oak
- 669th Engineer Detachment (Concrete) - Live Oak
- 256th Area Support Medical Company - Camp Blending
- 221st Explosive Ordnance Disposal Company - Camp Blending
- 448th Chemical Battalion
  - Headquarters and Headquarters Detachment - West Palm Beach
  -  1448th Chemical Company - Tampa
- 3rd Battalion, 20th Special Forces
  -  Headquarters & Headquarters Company - Camp Blanding
  -  Company A - Jacksonville
  - Company B - North Carolina Army National Guard
  -  Company C - Wauchula
  -  Company D (Support) - Camp Blanding
  -  Company E (Forward Support) - Camp Blanding
- Special Operations Detachment Central (Airborne) - MacDill Air Force Base
- Aviation Support Facility #1 - Cecil Field, Jacksonville
- Aviation Support Facility #2 - Brooksville RC
- 1st Battalion, 111th Aviation Regiment (General Support) - Sotto il controllo operativo della Combat Aviation Brigade, 29th Infantry Division
  -  Headquarters & Headquarters Company - Jacksonville
  - Company A (CAC) - South Carolina Army National Guard
  - Company B (-) (Heavy Lift) - Mississippi Army National Guard
    - Detachment 1 - Equipaggiato con 6 CH-47F 

  -  Company C (-) (MEDEVAC) - Jacksonville - Equipaggiata con 4 HH-60L 
  -  Company D (AVIM)
  -  Company E (Forward Support)
  - Company F (ATS) - Maryland Army National Guard
  - Company G (MEDEVAC) - Kansas Army National Guard
- Company B, 1st Battalion, 185th Aviation Regiment (Assault Helicopter) - Brooksville - Equipaggiato con 10 UH-60L 
  - Detachment 1, HHC, 1st Battalion, 185th Aviation Regiment - Brooksville
  - Detachment 1, Company D, 1st Battalion, 185th Aviation Regiment - Brooksville
  - Detachment 1, Company E, 1st Battalion, 185th Aviation Regiment - Brooksville
- Company B (-), 2nd Battalion, 151st Aviation Regiment (Security & Support) - Jacksonville - Equipaggiato con 4 UH-72A
- 2nd Battalion, 111st Aviation Regiment (Airfield Operations)
  -  Headquarters and Headquarters Company - Jacksonville
  -  Airfield Management Element
  -  Company A (ATS)
- Detachment 1, Company B, 2nd Battalion, 245th Aviation Regiment (Fixed Wing) - St.Augustine - Equipaggiato con 1 C-12T2
- Detachment 8, Operational Support Airlift Command
- 3rd Battalion, 54th Security Force Assistance Brigade - Gainesville
  - Headquarters & Headquarters Company
  - Company A
  - Company B
  - Company C
- 2nd Battalion, 54th Security Force Assistance Brigade - Palm Coast
  - Headquarters & Headquarters Company
  - Company A
  - Company B
  - Company C

### 164th Air Defense Artillery Brigade
- Headquarters & Headquarters Battery - Orlando
- 1st Battalion, 265th Air Defense Artillery Regiment (Avenger)
  -  Headquarters & Headquarters Battery - Palm Coast
  -  Battery A - Palatka
  -  Battery B - Deland
  -  Battery C - Palm Coast
  -  Battery D - Palm Coast
- 3rd Battalion, 265th Air Defense Artillery Regiment (Avenger)
  -  Headquarters & Headquarters Battery - Sarasota
  -  Battery A - Bradenton
  -  Battery B - Fort Myers
  -  Battery C - Palmetto
  -  Battery D - Bradenton
- 3rd Battalion, 116th Field Artillery Regiment (HIMARS)
  -  Headquarters & Headquarters Battery - Plant City
  -  Battery A - Plant City
  -  Battery B - Avon Park
  -  3116th Forward Support Company - Lake Wales
- 715th Military Police Company - Melbourne